# Malpas (Cheshire)
Malpas è una Parrocchia civile inglese, sita nel distretto di Cheshire West and Chester, contea cerimoniale del Cheshire, regione del Nord Ovest. Si trova ad presso il confine con lo Shropshire ed il Galles.